# Devil is a Loser
Devil is a Loser este un cântec al trupei Lordi.

## Lista cântecelor
1. "Devil is a Loser"
2. "Don't Let My Mother Know"
3. "Devil is a Loser" - video